# 1672 en littérature
| Années de la littérature : 1669 - 1670 - 1671 - 1672 - 1673 - 1674 - 1675    |
| Décennies de la littérature : 1640 - 1650 - 1660 - 1670 - 1680 - 1690 - 1700 |

Cet article présente les faits marquants de l'année 1672 en littérature.

## Événements
- 15 février : Donneau de Visé reçoit un privilège pour imprimer à Paris le Mercure Galant[1]. Les premiers poèmes d'Antoinette Des Houlières sont publiés dans le premier numéro[2].

- Charles de Saint-Évremond rédige son essai Réflexions sur la tragédie ancienne et moderne[3].
- Galawdewos écrit en guèze Gädlä Wälättä P̣eṭros (La vie et les luttes de notre mère Walatta Petros), une hagiographie manuscrite[4].

## Parutions
- 1er janvier : achevé d'imprimer de la première édition du livre du père Pasquier Quesnel, Abrégé de la morale de l'Évangile : Pensées chrétiennes sur les Textes des Quatre Évangélistes, Paris, André Pralard, 1671 (présentation en ligne) ; ses écrits relancent les querelles jansénistes.
- 16 mai : achevé d'imprimer du premier roman-mémoires inventé par Marie-Catherine de Villedieu, Mémoires de la vie d’Henriette-Sylvie de Molière, Paris, Claude Barbin, 1672 (fac-similé en ligne).

- Nicolas Denys, Description géographique et historique des côtes de l'Amérique septentrionale, avec l'histoire naturelle de ce pays, vol. 1, Paris, Claude Barbin, 1672 (présentation en ligne).

- Gilles Ménage, Observations sur la langue française, Paris, Claude Barbin, 1672 (présentation en ligne)

- Colloquia familiaria turcico-latina (manuel d'apprentissage de la langue turque), de Jakab Harsányi Nagy, est publié à Cölln, près de Berlin[5].
- Nicolás Antonio, Bibliotheca Hispana sive Hispanorum, vol. 1, Rome, ex Officina Nicolai Angeli Tinassii, 1672 (présentation en ligne)

## Décès
- 22 avril : Pierre Le Moyne, poète français (né en 1602).
- 30 août : Guy Patin (ou Gui Patin), médecin et un homme de lettres français (né en 1601).